# Józef Stopka
Józef Stopka (* 2. Januar 1942 in Dzianisz) ist ein früherer polnischer Biathlet, der Ende der 1960er Jahre und zu Beginn der 1970er Jahre erfolgreich international Rennen bestritt.
Stopka war für WKS Legia Zakopane und zuvor für Start Zakopane aktiv. Erste internationale Meisterschaft wurden die Weltmeisterschaften 1966 in Garmisch-Partenkirchen, wo er im Einzel 14. wurde. In der polnischen Silbermedaillenstaffel – es war die erste echte Austragung eines WM-Staffelrennen – kam er nicht zum Einsatz. 1967 wurde er in Altenberg im Einzel 24. Ein erster Höhepunkt wurden die Olympischen Winterspiele 1968 in Grenoble, wo Stopka im Einzel 48. wurde und damit nicht im Staffelrennen zum Einsatz kam. 1971 konnte er in Hämeenlinna der Seite von Józef Rózak, Andrzej Rapacz und Aleksander Klima als Schlussläufer im Staffelrennen hinter der Sowjetunion und Norwegen die Bronzemedaille gewinnen. Im Einzel wurde er 16. Letztes Großereignis wurden die zweiten Olympischen Winterspiele 1972 in Sapporo, wo er an der Seite von Józef Rózak, Andrzej Rapacz und Aleksander Klima mit der Staffel auf den siebten Rang kam. Im Einzel wurde er 35.